# Emil Holm
Emil Alfons Holm, född 13 maj 2000 i Fässbergs församling i Mölndal, är en svensk fotbollsspelare som spelar för Bologna.

## Karriär
Holm började sin fotbollskarriär i Annebergs IF. Han gick till IFK Göteborgs akademi i 12-årsåldern. Inför säsongen 2019 skrev han på sitt första A-lagskontrakt med IFK Göteborg.
I januari 2021 värvades Holm av danska Sønderjyske, där han skrev på ett kontrakt till 2025. I slutet av augusti 2021 värvades Holm av Serie A-klubben Spezia. Hans kontrakt med Spezia sträcker sig över säsongen 2026. Han återvände till Sönderjyske på lån direkt efter affären stod klar. 
Den 14 augusti 2022 gjorde Emil Holm Serie A-debut, genom inhopp mot Empoli med Spezia. Den 31 augusti 2022 var Holm med i startelvan för första gången i Serie A med Spezia i matchen mot Juventus. Holm har den första säsongen gjort 23 tävlingsframträdanden för Spezia. På de matcherna har han noterats för ett mål och två assist.
Den 31 augusti 2023 lånades Holm ut till Atalanta på ett säsongslån. I klubblaget Atalanta, var Holm med och tog laget till titeln i Europa League. Holm var skadad mot slutet av säsongen, och var avbytare och blev utan speltid i Europa League-finalen 2024.
Den 28 juni 2024 värvades han av Bologna, som blev hans tredje italienska klubb. I Bologna blev Holm lagkamrat med Kazper Karlsson och Jesper Karlsson och blev därmed tredje svensk i laget.  .

## Landslagskarriär
Holm fick debutera i det svenska A-landslaget den 16 november 2022 i en vänskapsmatch mot Mexiko i Girona. I EM-kvalmatchen mot Österrike den 12 september 2023 på Friends Arena, kom han in som avbytare och gjorde sitt första mål för landslaget i slutet av matchen.